# Китти (рэпер)
Кэтрин-Лей Беквиз (англ. Kathryn-Leigh Beckwith; род. 25 февраля 1993), наиболее известна под сценическим именем Китти (англ. Kitty, также стилизовано как ♡kitty♡; ранее Китти Прайд (англ. Kitty Pryde)) — американская рэперша из Дейтона-Бич, Флорида. Будучи участницей камеди-рэп-группы Jokers in Trousers, она получила признание от рэпера Рифф Раффа. Вместе они записали сингл «Orion’s Belt», выпущенный в июне 2012 года.
Работала клерком в компании Claire’s в Дейтона-Бич. Поступила в колледж в возрасте 16 лет, а затем продолжила обучение в Университете Центральной Флориды.
Песня Китти «Okay Cupid» стала вирусным хитом и заняла 17 место в списке журнала Rolling Stone «50 лучших песен 2012 года».
В 2015 году закрывала фестиваль VanFest Five.
25 мая 2016 года вышла замуж за Сэма Рея. В июле 2016 года пара образовала музыкальный EDM-дуэт  56colors. Они выпускают как оригинальные композиции, так и ремиксы через SoundCloud.
Выпустив в период между 2011 и 2014 годах серию мини-альбомов, 25 августа 2017 года Китти выпустила свой дебютный полноформатный альбом Miami Garden Club.
В 2018 году присоединилась к инди-рок-группе American Pleasure Club.

## Дискография

### Альбом
- Miami Garden Club[англ.] (2017)

### Микстейп
| №   | Название                             | Длительность |
| --- | ------------------------------------ | ------------ |
| 1.  | «Intro»                              | 2:23         |
| 2.  | «Charnsuka»                          | 1:50         |
| 3.  | «Kush»                               | 2:23         |
| 4.  | «Your Love»                          | 1:32         |
| 5.  | «Sickfit»                            | 1:22         |
| 6.  | «Letcha Go»                          | 2:12         |
| 7.  | «K/Trev»                             | 3:09         |
| 8.  | «Accordion»                          | 1:53         |
| 9.  | «He2»                                | 3:31         |
| 10. | «Ashby Road»                         | 2:12         |
| 11. | «Roger Dat» (featuring Hannah Brick) | 2:55         |
| 12. | «Thanks Kathryn Obvious»             | 2:32         |

| №  | Название                 | Длительность |
| -- | ------------------------ | ------------ |
| 1. | «Accordion»              | 1:52         |
| 2. | «Charnsuka»              | 1:50         |
| 3. | «He (Tommy Cantwell)»    | 3:31         |
| 4. | «Hood Friday»            | 2:59         |
| 5. | «Sickfit»                | 1:22         |
| 6. | «Your Love»              | 1:32         |
| 7. | «Thanks Kathryn Obvious» | 2:31         |

### Мини-альбомы
| №  | Название                             | Длительность |
| -- | ------------------------------------ | ------------ |
| 1. | «Intro»                              |              |
| 2. | «Charnsuka»                          |              |
| 3. | «Kush»                               |              |
| 4. | «Your Love»                          |              |
| 5. | «Sickfit»                            |              |
| 6. | «Letcha Go»                          |              |
| 7. | «K/Trev»                             |              |
| 8. | «Roger Dat» (при участии Ханны Брик) |              |

| №  | Название                                    | Длительность |
| -- | ------------------------------------------- | ------------ |
| 1. | «☆:*・°☆:* emob0unce °☆.*・°☆»              | 3:17         |
| 2. | «m0rgan stop =͟͟͞͞ʕ•̫͡•ʔ =͟͟͞͞ʕ•̫͡•ʔ =͟͟͞͞ʕ•̫͡•ʔ =͟͟͞͞ʕ•̫͡•ʔ =͟͟͞͞ʕ•̫͡•ʔ» | 3:34         |
| 3. | «BrB ( ˘ ³˘)❤»                              | 4:09         |
| 4. | «retr0grade Ψ(●°̥̥̥̥̥̥̥̥ ཅ °̥̥̥̥̥̥̥̥●)Ψ»                    | 3:56         |
| 5. | «•.¸.•SECOND♥LIFE•.¸.•»                     | 4:09         |
| 6. | «barbie j33p»                               | 3:00         |

| №  | Название                 | Длительность |
| -- | ------------------------ | ------------ |
| 1. | «Bad Call Me Maybe»      | 1:53         |
| 2. | «Bad Pon de Floor»       | 1:16         |
| 3. | «Bad Clarity»            | 1:45         |
| 4. | «Bad Love Song»          | 3:22         |
| 5. | «Bad Sweater Weather»    | 2:28         |
| 6. | «Bad Thinking About You» | 3:05         |
| 7. | «Bad Spectrum»           | 1:48         |

| №  | Название      | Длительность |
| -- | ------------- | ------------ |
| 1. | «Last Minute» | 4:15         |
| 2. | «285»         | 4:39         |
| 3. | «Miss U»      | 4:36         |
| 4. | «Second Life» | 4:08         |
| 5. | «Hoaxxx»      | 3:23         |

| №  | Название                            | Длительность |
| -- | ----------------------------------- | ------------ |
| 1. | «Miss U (Jai Wolf Remix)»           | 4:48         |
| 2. | «285 (Maxo ParasolMix)»             | 3:00         |
| 3. | «Last Minute (Groundislava Remix)»  | 4:28         |
| 4. | «Miss U (Depressed Teenager Remix)» | 3:58         |

### Синглы

#### В качестве ведущего артиста
| Название                            | Год  | Альбом                                             |    |                   |
| ----------------------------------- | ---- | -------------------------------------------------- | -- | ----------------- |
| «Time Is the Donut of the Heart»    | 2012 | Неальбомный сингл                                  |    |                   |
| «Justin Bieber                      | 2012 |                                                    | !» | Неальбомный сингл |
| «Okay Cupid»                        | 2012 | Haha, I’m Sorry                                    |    |                   |
| «Hittin Lix»                        | 2012 | D.A.I.S.Y. Rage                                    |    |                   |
| «Ay Shawty 3.0» (featuring Lakutis) | 2013 | D.A.I.S.Y. Rage                                    |    |                   |
| «Barbie Jeep»                       | 2013 | Adult Swim Singles Program 2013                    |    |                   |
| «Second Life»                       | 2013 | Impatiens, Frostbite                               |    |                   |
| «Marijuana»                         | 2014 | Неальбомный сингл                                  |    |                   |
| «Asari Love Song»                   | 2016 | Adult Swim Singles Program 2016, Miami Garden Club |    |                   |

#### В качестве приглашённого артиста
| Название                                               | Год  | Альбом            |
| ------------------------------------------------------ | ---- | ----------------- |
| «Trash Talking Love» (The Ready Set при участии Китти) | 2014 | Неальбомный сингл |
| «Me + You» (Chippy Nonstop при участии Китти)          | 2014 | Неальбомный сингл |

### Появления в качестве гостя
| Название                      | Год  | Прочие появления                                                                            | Альбом                     |
| ----------------------------- | ---- | ------------------------------------------------------------------------------------------- | -------------------------- |
| «Implants and Yankee Candles» | 2012 | Суфьян Стивенс                                                                              | Chopped and Scrooged       |
| «Pocahontas»                  | 2013 | Le1f                                                                                        | Fly Zone                   |
| «Bubblegum»                   | 2013 | Chippy Nonstop                                                                              | Finally Verified           |
| «56k (Remix)»                 | 2013 | Hot Sugar, Big Baby Gandhi, Nasty Nigel, Lansky, Antwon, Chippy Nonstop, Lakutis, DVS, NE$$ | Made Man                   |
| «Day / Night / Sleep System»  | 2013 | Райан Хемсворт                                                                              | Guilt Trips                |
| «Spotless»                    | 2013 | Sasha Go Hard, Tink                                                                         | Out of Towner Vol. 1       |
| «Brush Me Off»                | 2014 | Пэт Люкенс (под псевдонимом Макс Лерой), Сэд Энди                                           | Max LeRoy Volume I         |
| «Love Me Not»                 | 2014 | None                                                                                        | Rap Genius Tape (Volume 1) |
| «Tap Twice»                   | 2014 | SPEAK                                                                                       | Sex Quest                  |
| «Unbox Me»                    | 2016 | Decktonic                                                                                   | Unbox Me                   |
| «A Salad Named Elizabeth»     | 2017 | Killer Refrigerator                                                                         | Refrigeration Plague       |

### Ремиксы
| Название                   | Год  | Оригинальный исполнитель                            | Трек                                                                              |
| -------------------------- | ---- | --------------------------------------------------- | --------------------------------------------------------------------------------- |
| «How to Be a Heartbreaker» | 2012 | Marina and the Diamonds                             | «How to Be a Heartbreaker (Kitty Pryde Remix)» A.K.A. «How 2 B a Heartbreaker???» |
| «Cut It»                   | 2016 | O.T. Genasis при участии Young Thug и Кевина Гейтса | «Cut It (56colors Edit)» (вместе с 56colors)                                      |
| «Hollaback Girl»           | 2016 | Гвен Стефани                                        | «Pom Poms Down» (вместе с 56colors)                                               |
| «Into You»                 | 2017 | Ариана Гранде                                       | «in2u» (вместе с 56colors)                                                        |
| «Fuck the Pain Away»       | 2017 | Peaches                                             | «F*ck the P*in Aw*y» (вместе с 56colors)                                          |

### Музыкальные видео
| Название                                | Год  | Режиссёр                        |    |                 |
| --------------------------------------- | ---- | ------------------------------- | -- | --------------- |
| «Okay Cupid»                            | 2012 | Брайан Маккей и Шеннен Ортейл   |    |                 |
| «Justin Bieber                          | 2012 |                                 | !» | Count Backwards |
| «Orion’s Belt» (при участии Рифф Раффа) | 2012 | Джейсон Миллер                  |    |                 |
| «☠DEAD❤ISLAND☠»                         | 2013 | Steamclam                       |    |                 |
| «Ay Shawty 3.0»                         | 2013 | Питер Ву                        |    |                 |
| «Hittin Lixxx»                          | 2013 | Джордан Левин                   |    |                 |
| «BrB (˘ ³˘)❤»                           | 2014 | Китти                           |    |                 |
| «Marijuana»                             | 2014 | Китти и Шоми Пэтвери            |    |                 |
| «Second Life»                           | 2014 | Джонни Вейсс и Джесси Голдсбери |    |                 |
| «Miami Garden Club»                     | 2017 | Китти и Сэм Рэй                 |    |                 |